# Jan Hoynck van Papendrecht
Jan Hoynck van Papendrecht, né le 18 septembre 1858 à Amsterdam aux Pays-Bas et mort le 11 décembre 1933 à La Haye, est un peintre et illustrateur néerlandais, célèbre pour ses scènes de la vie militaire.

## Biographie
Le père de l'artiste, John Cornelis Hoynck van Papendrecht, était un étudiant accompli en dessin et en peinture, et le jeune Jan révéla très tôt des capacités dans ce domaine. Il effectua des études de commerce à la Amsterdam Handelsschool mais, sous l'impulsion de Charles Rochussen, un ami de son père et une sommité du milieu artistique néerlandais, il intégra l'Académie royale des beaux-arts d'Anvers. Après deux ans passés dans cet établissement, van Papendrecht séjourna quatre ans à Munich pour y parfaire sa formation. 
En 1884, il retourna à Amsterdam et épousa en 1889 la fille d'un pasteur, Johanna Philippa van Gorkom. En 1892, le couple déménagea à Amstelveen puis à Rheden, près d'Arnhem, où ils demeurèrent jusqu'en 1902, et enfin à La Haye où van Papendrecht mourut en 1933. 

## Œuvre
L'œuvre de van Papendrecht impressionne par sa quantité. Dès 1885, ses dessins furent publiés dans le célèbre magazine illustré Eigen Haard. Cinq ans plus tard, il intégra le comité éditorial de l'hebdomadaire illustré Elsevier. Sa réputation en tant qu'illustrateur fut définitivement établie en 1893 à la suite de sa contribution à une série d'ouvrages sur l'histoire du corps d'artillerie à cheval néerlandais (les « cavaliers jaunes »). 
En dehors de son intérêt pour l'art militaire, van Papendrecht réalisa de nombreux paysages et portraits. En raison des recherches qu'il effectuait pour chacune de ses compositions et de son sens aigu du détail, ses œuvres sont souvent considérées comme des sources d'information historique à part entière. Il fut notamment recruté par l'hebdomadaire artistique britannique The Graphic pour croquer les délégués à la conférence de La Haye de 1899, en plus des portraits de soldats qu'il avait déjà publié dans ce périodique. 
En 1900 parut, en deux tomes, le livre Uniformes de la marine et de l'armée néerlandaises dont bon nombre d'illustrations étaient de la main de van Papendrecht.

## Galerie

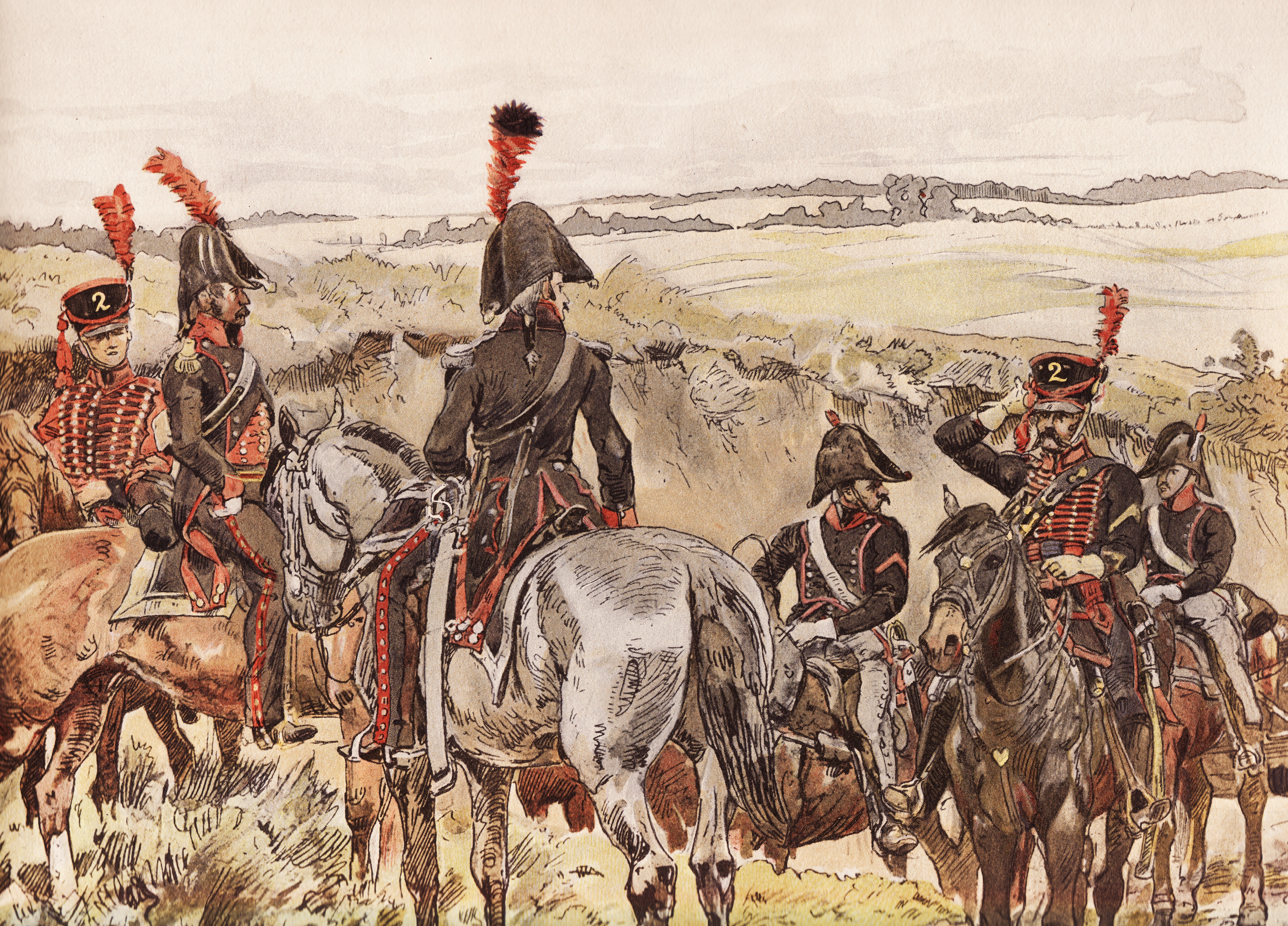
Artillerie à cheval néerlandaise sous service français en 1808.
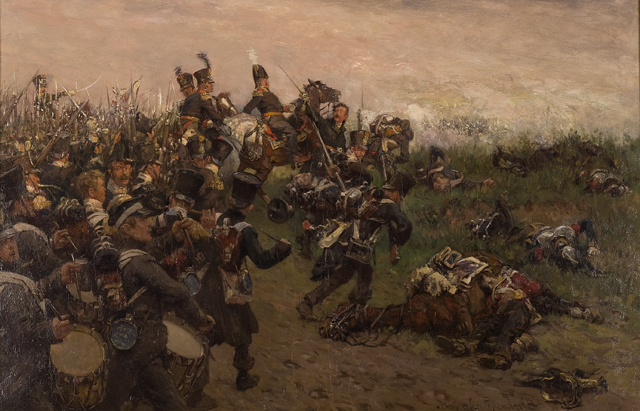
Le général David Chassé à la tête de sa division néerlandaise à la bataille de Waterloo.
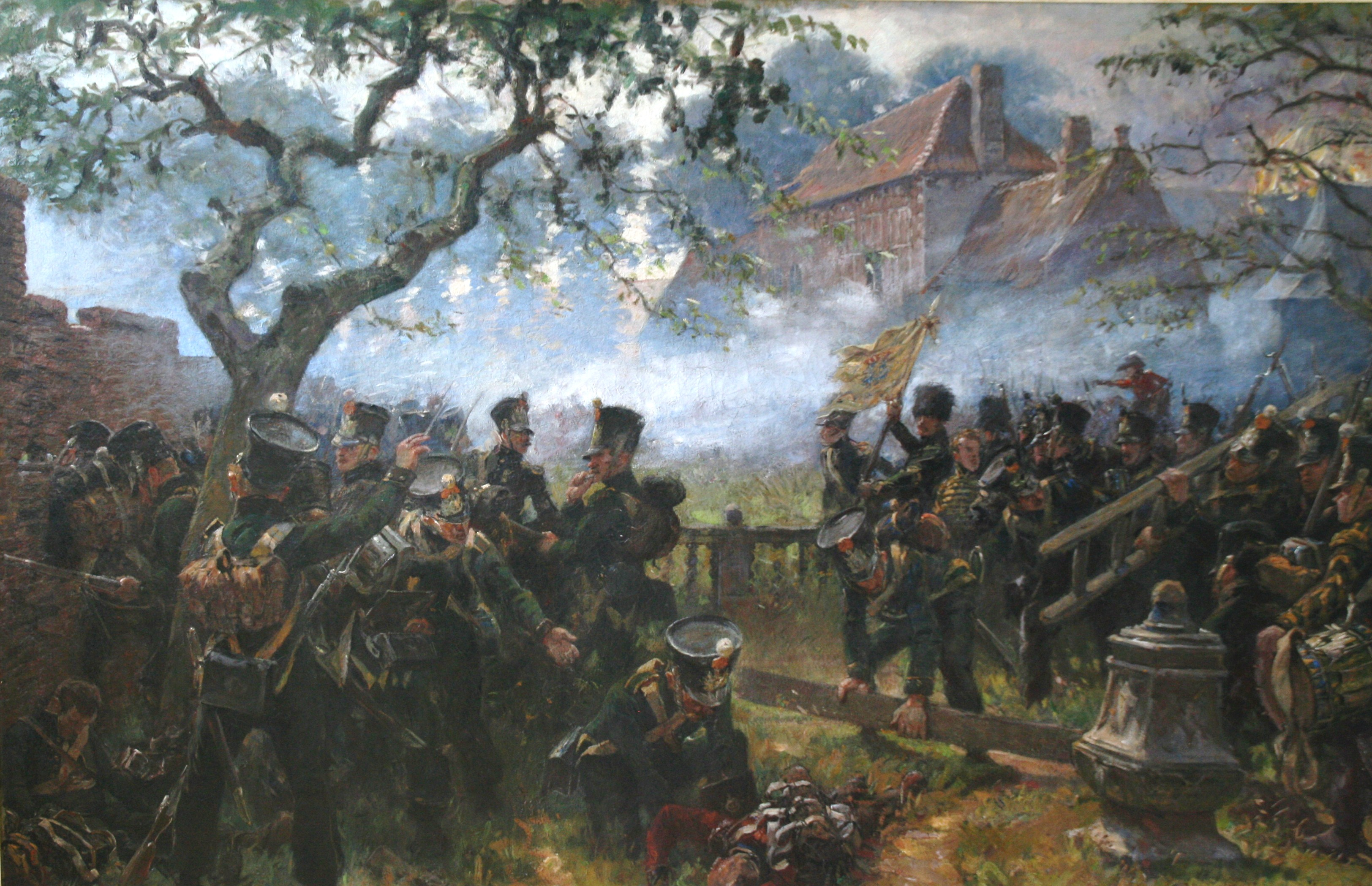
Troupes du contingent de Nassau à la bataille de Waterloo.
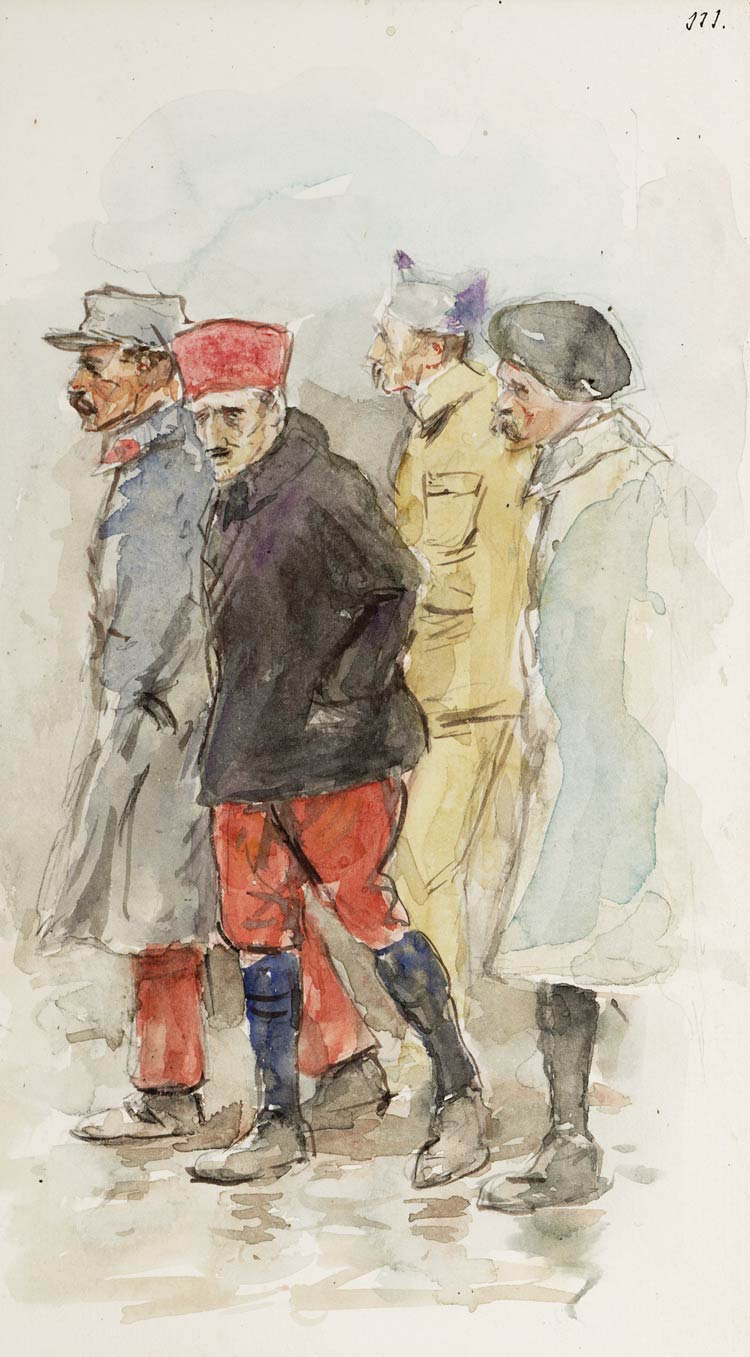
Soldats français à Rotterdam en 1919.
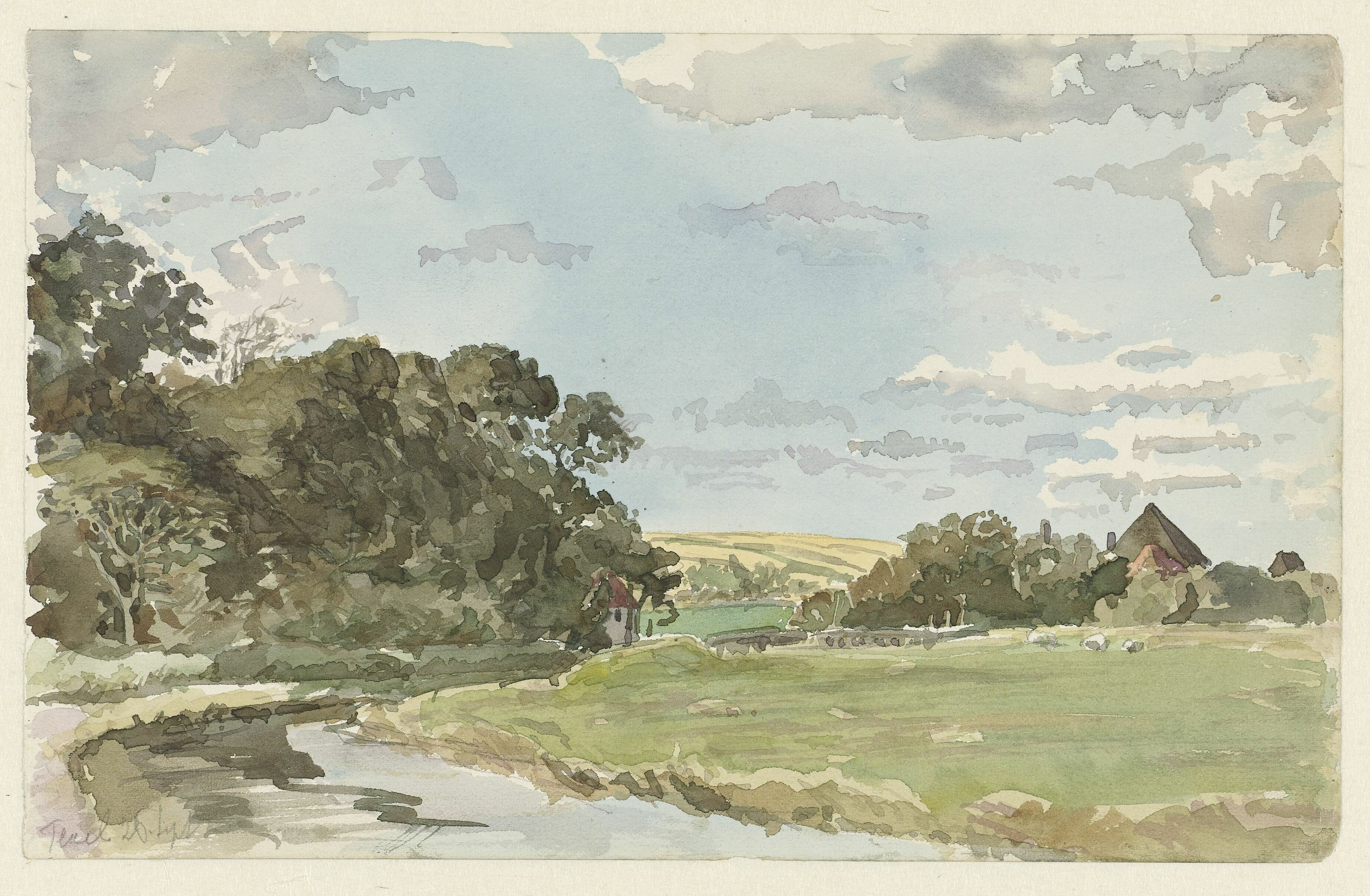
Paysage du Texel.